# 4612 Greenstein
A 4612 Greenstein (ideiglenes jelöléssel 1989 JG) a Naprendszer kisbolygóövében található aszteroida. Eleanor F. Helin fedezte fel 1989. május 2-án.